# Union (Illinois)
Union és una població dels Estats Units a l'estat d'Illinois. Segons el cens del 2000 tenia 576 habitants.

## Demografia
Segons el cens del 2000, Union tenia 576 habitants, 204 habitatges, i 158 famílies. La densitat de població era de 364,6 habitants/km².
Dels 204 habitatges en un 37,7% hi vivien nens de menys de 18 anys, en un 63,7% hi vivien parelles casades, en un 9,3% dones solteres, i en un 22,5% no eren unitats familiars. En el 15,7% dels habitatges hi vivien persones soles el 6,4% de les quals corresponia a persones de 65 anys o més que vivien soles. El nombre mitjà de persones vivint en cada habitatge era de 2,82 i el nombre mitjà de persones que vivien en cada família era de 3,15.
Per edats la població es repartia de la següent manera: un 28% tenia menys de 18 anys, un 7,5% entre 18 i 24, un 34,2% entre 25 i 44, un 19,3% de 45 a 60 i un 11,1% 65 anys o més.
L'edat mediana era de 36 anys. Per cada 100 dones de 18 o més anys hi havia 97,6 homes.
La renda mediana per habitatge era de 56.528 $ i la renda mediana per família de 57.500 $. Els homes tenien una renda mediana de 38.393 $ mentre que les dones 25.536 $. La renda per capita de la població era de 21.218 $. Aproximadament el 5,8% de les famílies i el 5,2% de la població estaven per davall del llindar de pobresa.

## Poblacions més properes
El següent diagrama mostra les poblacions més properes.